# Compañía Primitiva de Gas

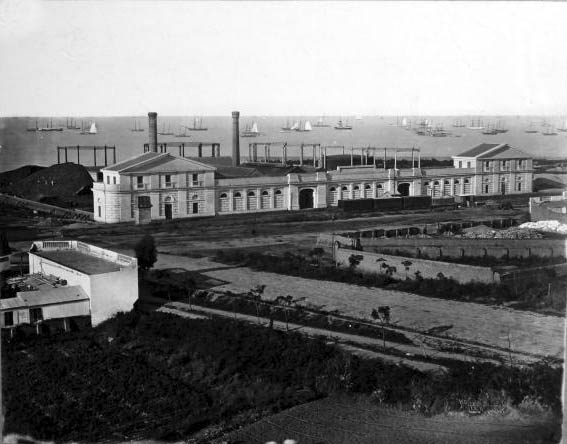
Instalaciones de la Compañía Primitiva de Gas en barrio de Retiro, (Ciudad de Buenos Aires)

La Compañía Primitiva de Gas fue una empresa proveedora del servicio de gas para alumbrado público y uso domiciliario creada en Buenos Aires en 1854. A fines del siglo XIX amplió su objeto para prestar también servicios de electricidad, y en 1910 cambió su nombre por Primitiva Gas and Electric Lighting Company of Buenos Aires.
La primera planta de producción de gas se instaló en los terrenos que actualmente ocupa la Plaza Fuerza Aérea Argentina, en el barrio de Retiro. Hacia 1856 se pusieron en operación las primeras instalaciones de alumbrado público a gas en la ciudad. El gas se obtenía a partir de la combustión de hulla, que llegaba en buques desde Europa a un costo elevado. 

En esa etapa inicial se realizó el tendido de 45 000 m de tuberías para suministrar gas a los faroles instalados en las calles céntricas, en el entorno de la antigua Plaza de la Victoria, actualmente Plaza de Mayo.

En 1857 la nueva tecnología se aplicó a una araña de 450 luminarias que iluminaba el interior del antiguo Teatro Colón, ubicado entonces a pocos metros de la Plaza de Mayo.
En 1859 la red instalada por la Compañía Primitiva de Gas abastecía 1454 luminarias públicas y 11 043 artefactos domiciliarios. Dos décadas después, en 1879, se había duplicado el número de los faroles instalados en el espacio público. El uso de iluminación a gas en los hogares había crecido a 122 000 artefactos instalados.
Hacia fines del siglo XIX, varias empresas de capitales británicos que producían gas de hulla se fusionaron con la Compañía Primitiva de Gas, que construyó una gran planta en la zona sur de la ciudad. Durante esos años, la creciente red de distribución de energía eléctrica representaba una fuerte competencia en el sector de alumbrado e iluminación.
En 1909 las autoridades de la ciudad contrataron a la Compañía Primitiva de Gas para realizar la ampliación del servicio de alumbrado y el suministro de gas domiciliario como fuente de calor. El contrato tenía una vigencia de 20 años, pero a mitad de ese lapso ya resultaba evidente la mayor eficiencia de la energía eléctrica como fuente para el alumbrado público y la iluminación domiciliaria, por lo que la Compañía comenzó una etapa de promoción de los usos domésticos del gas como fuente de energía para el calentamiento de agua, la cocción de alimentos y la calefacción.
En 1928, como parte de esa campaña de promoción, la Compañía realizó una convocatoria para que jóvenes amas de casa se integraran a un equipo que tendría la función de hacer demostraciones de preparación de alimentos utilizando las nuevas cocinas a gas. Las reuniones, que convocaban gran cantidad de público, se realizaban en los salones de venta de la compañía. Petrona Carrizo de Gandulfo inició su actividad como ecónoma y adquirió popularidad a partir de estas presentaciones.
La Compañía Primitiva de Gas fue expropiada en 1944, durante el gobierno de Edelmiro Julián Farrell, pasó a la órbita de YPF hasta que en 1946 se crea Gas del Estado, que hasta 1992 será la operadora de los servicios de distribución y comercialización de gas natural en Argentina.